# اندیس باریت کندرود
باریت کندرود یک اندیس غیرفلزی است که در حوالی شهر تفرش استان قم قرار دارد و مادهٔ معدنی موجود در آن، باریت است.سنگ میزبان این اندیس آندزیت وتوف است و دیرینگی آن به دوران ائوبالائی می‌رسد.